# ウズ・テムル
ウズ・テムル（モンゴル語: Üz temür、? - 1295年）は、大元ウルスに仕えたアルラト部出身の高官の一人。モンゴル帝国建国の功臣の一人、アルラト部のボオルチュの孫にあたる。『元史』などの漢文史料では玉昔帖木児(yùxī tièmùér)、玉速帖木児、『集史』などのペルシア語史料ではاوز تیمور（Ūz tīmūr）と記される。日本語での表記はオズ・テムル（Öz temür）、ユス・テムル（Yusu temür）、ヨス・テムル（Yosu temür）などもあり、一定しない。
「能力ある官吏（能官）」を意味するオルク・ノヤン/ウルルク・ノヤン（Örüg noyan/Ürülüg noyan）という称号でも知られており、漢文史料では月呂魯那演(yuèlǚlǔ nàyǎn)、ベルシア語史料ではاولولک（Ūlūg）とそれぞれ表記される。

## 概要

### 生い立ち
ウズ・テムルは建国の功臣ボオルチュの息子（甥）のボロルタイの息子として生まれた。ウズ・テムルは幼いころから利発なことで知られており、その才を知ったクビライはウズ・テムルを召しだして自らのケシクテイ（親衛隊）のバウルチ（主膳司）に任じた。バウルチは裏切りが即主君の死につながるという性格上、特に家格が高く信任の篤い者を任命する伝統があり、これ以後ウズ・テムルはクビライの側近中の側近として重用されるようになる。
至元12年（1275年）には中央の3大官庁の一つ、御史台の長官たる御史大夫に任命された。ただし、ウズ・テムルは伝統中国的な官僚として御史大夫の地位に就いたわけではなく、アルタイ山の遊牧民を統べるモンゴル人領侯としての側面も同時に有していた。モンゴル人領侯としてモンゴル兵を統べ、親衛隊に属する一方で、中国的官職も務めるウズ・テムルのような2重身分は、大元ウルスの時代特有のものであると評されている。
至元18年（1281年）、マンジ（江南）の分封が行われると、ウズ・テムルは全州路を与えられ、これによりボオルチュ家はモンゴル高原のアルタイ山麓、華北の広平路、江南の全州路という3つの領地を有するようになった。漢文史料にはトゥクルクという人物がウズ・テムルの任命によりジャムチを用いて全州路に赴任したことや、広平路出身のカラ・テムルという人物がに派遣されたとの記録があり、ウズ・テムルの統治下で広平路と全州路が密接に連携していたことがわかる。

### ナヤン・カダアンの乱
至元24年（1287年）に「ナヤンの乱」が勃発すると、ウズ・テムルはキプチャク部・アスト部ら主力の騎兵軍を率いてクビライ自ら指揮する反乱鎮圧軍に参加した。クビライ軍は油断していたナヤン軍を3度にわたって破り、最後の戦いでナヤンが捕虜となったことで大勢は決した。戦後、クビライはウズ・テムルを労って略馳頭を下賜したが、ウズ・テムルは自らの果たした役割は少ないと謙遜したという。
ナヤンの敗北後も各地で反乱軍残党が活動を続けており、帰還したクビライに代わって孫のテムル（後の第6代皇帝）が総司令の地位に就き、ウズ・テムルがこれを補佐することになった。ウズ・テムル軍はまず虜酋の一人金家奴を捕虜とし、次いで残党軍の中でも最大の勢力であるカダアンの討伐に臨んだ。
翌年、テムル軍はタウル川に駐屯するカダアン軍を追撃し、8月に両軍はタウル川とその支流グイレル川の間の平原にて激突した。この戦闘にはイキレス部のクリル、ベク・テムル、洪万、李庭らが参戦しており、李庭が矢傷を左脅と右股に受けながらも精鋭とともにグイレル川の上流に至り「火砲」を発したことでカダアン軍の馬を驚かせ、その隙に元軍は一斉にその下流を渡河してカダアン軍に迫った。「火砲」の発射によって馬の統制を失ったカダアン軍は元軍の攻勢を支えきれず、ベク・テムルが敵将の一人アルグン・キュレゲン（駙馬阿剌渾）を討ち取る活躍を見せたことで元軍の勝利が決まった。テムル軍はカダアン軍に大勝利を収めたものの、主力軍を指揮するオズ・テムルは主将のテムルに「既に冬の厳寒期が近づいてきており、春が訪れるのを待って黒竜江方面に進み、カダアン軍の本拠地を攻撃すべきであろう」と進言し、テムルもこれに従った。この一戦での功績を評価されたウズ・テムルは七宝冠帯を与えられ、太傅・開府儀同三司の地位を加えられた。

### 晩年
至元29年（1292年）には録軍国重事・知枢密院事に任じられ、その声望は並ぶ者がいないとまで評された。至元30年（1293年）にはカイドゥの侵攻への備えとしてモンゴル高原に派遣されたテムルの補佐とされ、その指揮下にはかつて「ナヤン・カダアンの乱」討伐で行動をともにしたアシャ・ブカ、オルジェイ、ユワスらが集った。また。同年ウズ・テムルはテムルに「皇太子宝」の印璽を賜るようクビライに進言して認められるなど、これ以後ウズ・テムルは「ナヤン・カダアンの乱」討伐以来の縁故を元にして、テムルをクビライの次の皇帝とするべく積極的に活動するようになる。
至元31年（1294年）、クビライが崩御すると上都において後継者を決めるクリルタイが開かれ、ウズ・テムルはテムルとともにモンゴル高原から南下してこれに参加した。クリルタイではテムルとその兄のカマラが後継者候補として上がったが、ウズ・テムルはテムルの即位を強く支持し、遂にカマラは帝位をあきらめ「願わくば北方（モンゴル高原）の統治を役目としたい」と語ったという。テムルの即位が決まると、ウズ・テムルは「大事はすでに定まった。我はいつ死んでも悔いはない」と語ったという。オルジェイトゥ・カアンとして即位したテムルはウズ・テムルに太師という最高位の地位を授け、ウズ・テムルは再びモンゴル高原に帰還した。元貞元年（1295年）、辺境の情勢を議論するためにウズ・テムルは朝廷を訪れたが、宴の際には皇族の一員のように遇されたという。同年11月にウズ・テムルは亡くなり、その地位は息子のムラクが継承した。

## 子孫
ウズ・テムルにはムラク、トオリル、トクトガという3人の息子がいた。本来の後継者はムラクであったが、ブヤント・カアン（仁宗アユルバルワダ）の治世に皇太后ダギとテムデルが国政を壟断した時、トクトガは彼女等に取り入ってウズ・テムルも有していた御史大夫の地位を授けられた。しかし、ダギとテムデルが亡くなるとトクトガの地位も失墜し、ムラクの息子のアルクトゥが改めてボオルチュ家当主の地位を継承した。次男トオリルについてはほとんど記録が残っていない。

## アルラト部広平王ボオルチュ家
- ナク・バヤン（Naqu Bayan ＞納忽伯顔/nàhū bǎiyán）
  - 右翼万人隊長ボオルチュ・ノヤン（Bo'orču ＞孛斡児出/bówòérchū,بورچى نويان/būrchī nūyān）
    - 右翼万人隊長ボロルタイ（Boroldai ＞孛欒台/bóluántái,بورالتای/būrāltāī）
      - 西方大将バルジク（Balčiq ＞班里赤/bānlǐchì,بالجیق/bāljīq）
      - ジルカミシュ（J̌irqamiš ＞جیرقامیش/jīrqāmīsh）
      - オルク・ノヤン＝御史大夫ウズ・テムル（Üz temür ＞玉昔帖木児/yùxī tièmùér,اور تیمور/ūz tīmūr）
        - 広平王ムラク（Mulaq ＞木剌忽/mùlàhū）
          - 広平王アルクトゥ（Arqtu ＞阿魯図/ālŭtú）

        - 万人隊長トオリル（To'oril ＞脱憐/tuōlián）
        - 御史大夫トクトガ（Toqtoγa ＞脱忒哈/tuōtèhā）

    - アジュル・ノヤン（Aǰul Noyan ＞阿朮魯/āzhúlŭ,اجل نویان/ājul nūyān）
    - エル・テムル（El temür ＞یل تمور/īltimūr）

  - オゲレ・チェルビ（Ögele Čerbi ＞斡闊烈闍里必/wòkuòliè shélǐbì,اوکلا جربی/ūkla jarbī）